# Rube Goldberg
Rube Goldberg   (San Francisco, 4 de juliol de 1883 - Nova York, 7 de desembre de 1970) va ser un caricaturista, escultor, escriptor i enginyer estatunidenc.

## Biografia
Goldberg es va graduar per la Universitat de Califòrnia a Berkeley l'any 1904, i durant sis mesos, contractat per l'ajuntament de San Francisco, va treballar en el disseny de la xarxa d'embornals de la seva ciutat natal.

## Carrera
No obstant això, va abandonar la seva carrera com a enginyer, i poc després va començar a treballar com a dibuixant humorístic en el diari San Francisco Chronicle. A l'any següent va ser contractat pel San Francisco Bulletin, on va romandre fins al 1907, encarregat d'il·lustrar la secció esportiva. Aquest mateix any es va traslladar a Nova York.
Va dibuixar historietes per a diversos periòdics novaiorquesos, incloent el New York Evening Journal i el New York Evening Mail. Per al Mail, entre 1907 i 1915 va crear diverses tires de premsa tals com Foolish Questions, Soup and Fish, The Candy Kid, Lunatics I Have Met, I'm the Guy, They All Look Good When You're Far Away, The Weekly Meeting of the Tuesday Women's Club, Mike and Ike, i They Look Alike. També per al Mail va crear el 1915 la tira dominical Boob McNutt, que es publicaria fins a l'any 1934. El seu treball va començar a ser distribuït per sindicats de premsa el 1915, la qual cosa va cimentar la seva popularitat.
Encara que totes aquestes sèries van ser molt populars, la que li va donar fama duradora va ser Inventions of Professor Llucifer Gorgonzola Butts (Els invents del professor Llucifer Gorgonzola Butts). En aquesta sèrie, Goldberg dibuixaria diagrames esquemàtics etiquetats de "invencions" còmiques de l'imaginari professor Llucifer Gorgonzola Butts. Una idea de la importància d'aquesta sèrie en la història del còmic pot donar-la el fet que el 1995, "Les Invencions de Rube Goldberg", representant el tovalló que funcionava per si mateixa del Professor Butts, va ser una de les 20 tires incloses en la Comic Strip Classics, sèrie commemorativa de segells postals dels Estats Units.
Durant els anys 1920, Goldberg va continuar creant noves historietes, com Phoney Films, Boobs Abroad, Life's Little Jokes o Babau Baxter. Més endavant, a la dècada de 1930, van seguir Lala Palooza i Brad and Dad.
El seu treball no es va limitar als dibuixos humorístics. Va redactar també articles il·lustrats en nombrosos periòdics, i va participar en campanyes publicitàries per a diverses empreses, com PepsiCo. L'any 1948 li va ser concedit el Premi Pulitzer per les seves historietes polítiques publicades en el New York Sun. Va treballar també al cinema, escrivint el guió de la pel·lícula Soup to Nuts, dirigida per Benjamin Stoloff, i fins i tot va protagonitzar un curtmetratge sobre ell mateix, Rube Goldberg's Travelgag, dirigit per Leslie Roush.
L'any 1945 va participar en la fundació de la National Cartoonist Society, de la qual es va convertir en president un any més tard. El principal premi atorgat per aquesta institució, el Premi Reuben (Reuben Award) es diu així pel primer nom de pila de Goldberg.
Més endavant en la seva carrera Goldberg va ser contractat pel New York Journal American, on va treballar-hi fins a la seva jubilació el 1964. Durant la seva jubilació es va mantenir ocupat amb l'escultura en bronze. Es van organitzar diverses exposicions sobre el seu treball; l'última en vida seva va ser l'any 1970, al Museu Nacional d'Història Americana a Washington, DC. Pocs mesos després va morir, als 87 anys. Va ser enterrat al cementiri de Mount Pleasant, a Hawthorne, Nova York.
A més del premi Pulitzer de 1948, va rebre molts altres premis: el Premi Gold T-Square el 1955, el Premi Reuben el 1967, i pòstumament, el Premi Gold Key (Saló de la Fama) el 1980.

## Galeria

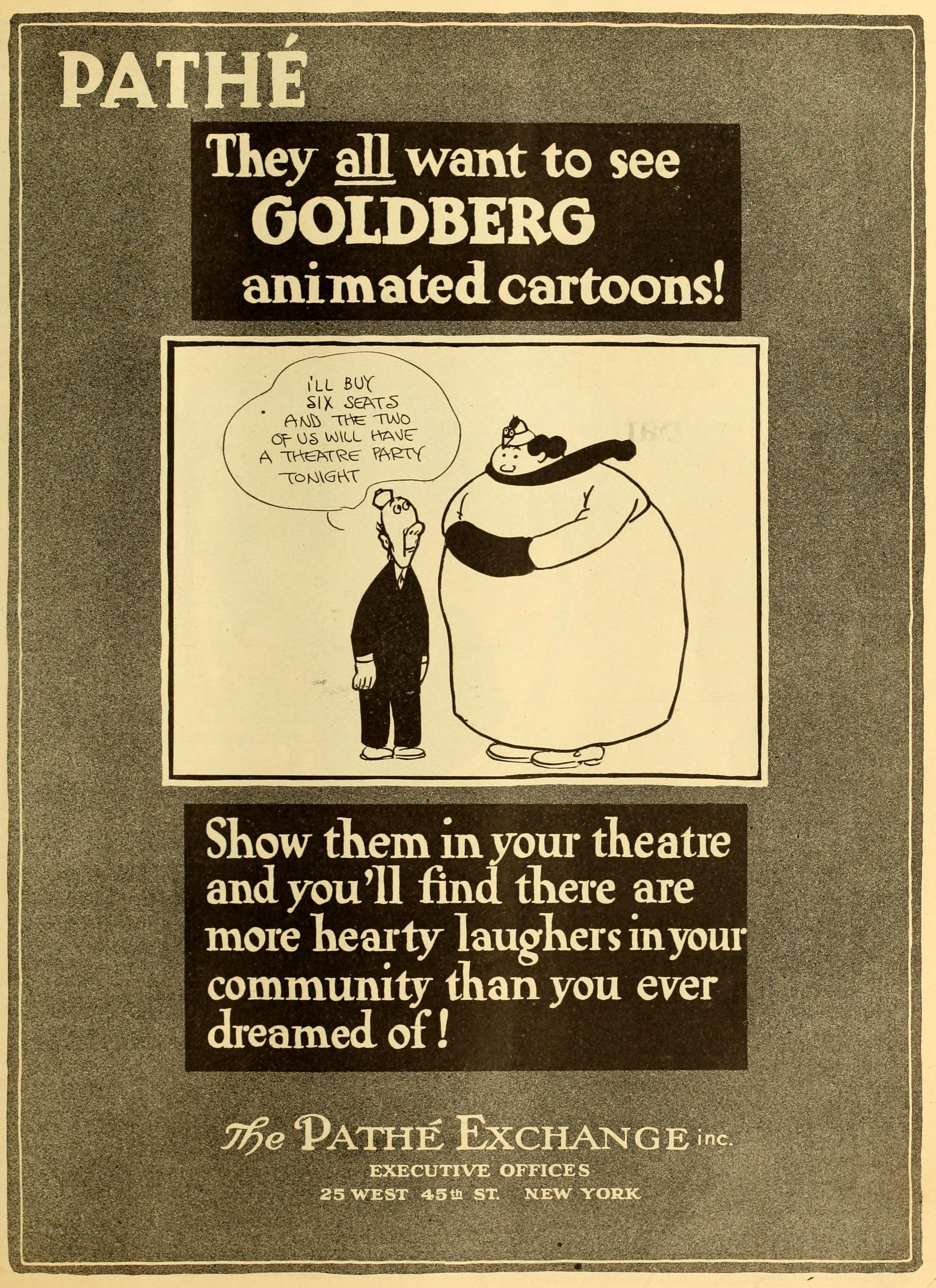
Anunci (1916)
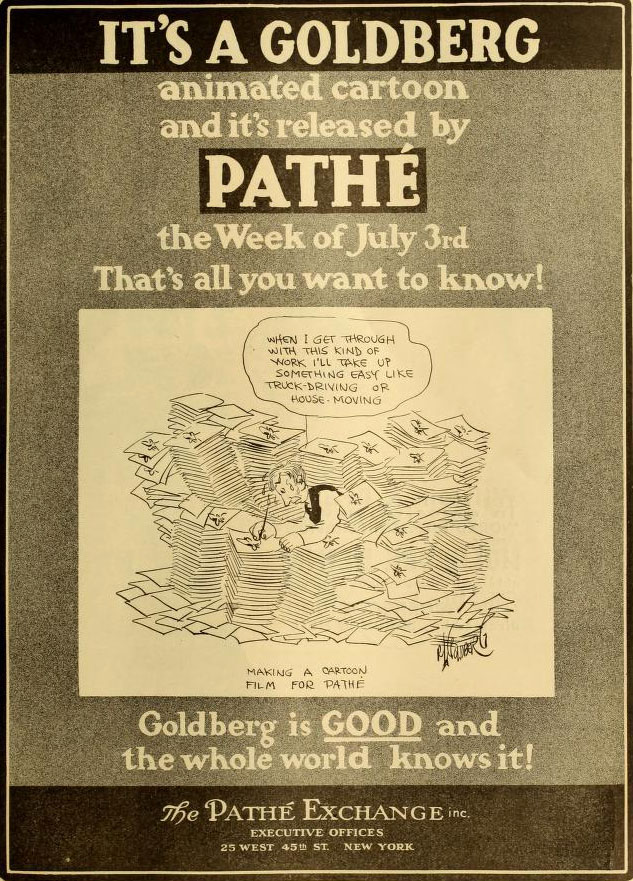
Anunci (1916)
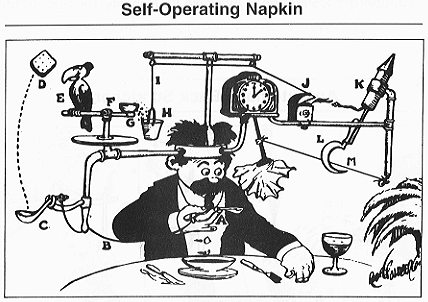
El Professor Llucifer Butts amb el tovalló que funciona per si mateix.